# Grandpré
Grandpré – miejscowość i gmina we Francji, w regionie Grand Est, w departamencie Ardeny. 1 stycznia 2016 roku połączono dwie wcześniejsze gminy: Grandpré oraz Termes. Siedzibą gminy została miejscowość Grandpré, a nowa gmina przyjęła jej nazwę. W 2013 roku populacja wyżej wymienionych gmin wynosiła 1080 mieszkańców. 

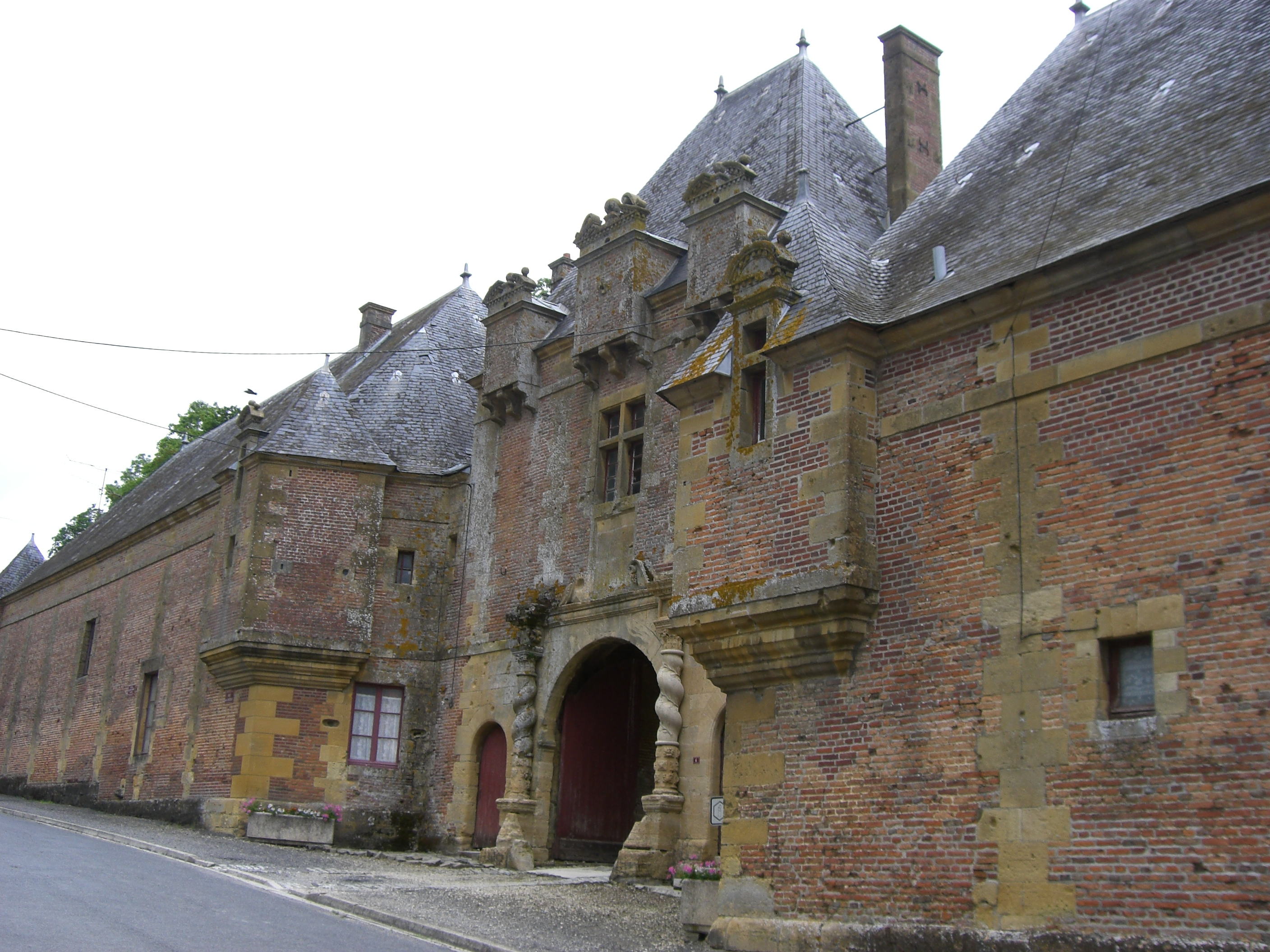
Zamek w Grandpré, 2007
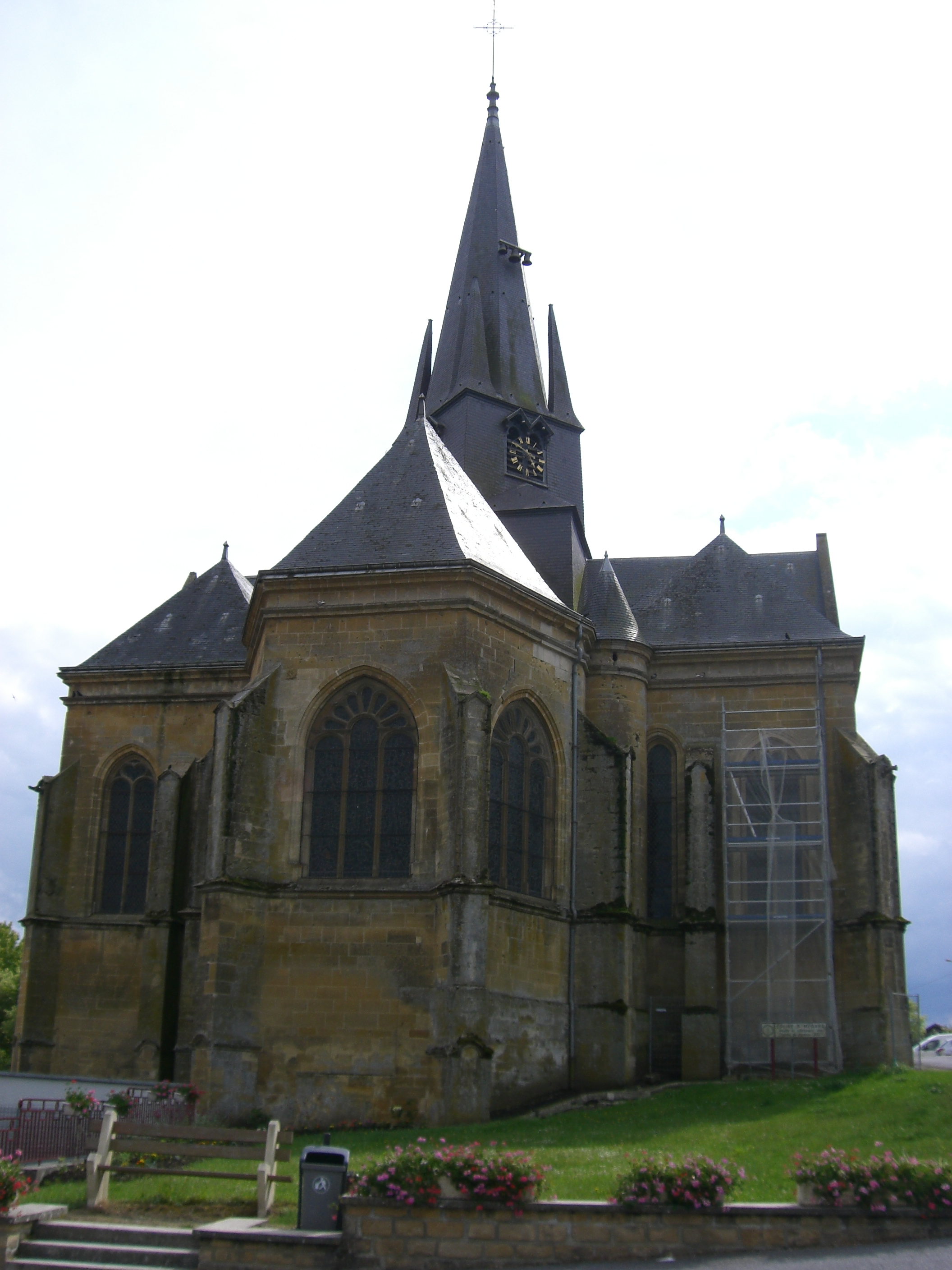
Kościół w Grandpré, 2007